# Hospitalizace
Hospitalizace je obecné označení pro delší vícedenní léčbu osob resp. pacientů v lůžkovém
zdravotnickém zařízení, které nelze léčit ambulantně. Obvykle se tak děje v nějaké nemocnici z důvodů vážného zranění nebo závažného onemocnění. Jako důvod k hospitalizaci bývá někdy považováno i pouhé podezření na nějaké vnitřní poranění (hospitalizace na pozorování) či podezření na závažné onemocnění – kupříkladu při podezření na onemocnění infekční chorobou, která by mohla při přenosu na jiné lidi zapříčinit vznik nežádoucí pandemie (hospitalizace karanténní).
Jedinou výjimku zde tvoří prakticky pouze hospitalizace zdravých rodiček při spontánním fyziologickém porodu bez předchozího rizikového těhotenství v porodnicích.
Nařízená hospitalizace: Podmínky pro přípustnost nedobrovolné hospitalizace stanoví § 38 odst. 1 písm. b) zákona o zdravotních službách.
Zákon o zdravotních službách také v § 40 stanoví povinnost poskytovatele oznámit soudu hospitalizaci pacienta bez jeho souhlasu do 24 hodin od jejího začátku, a to za podmínky, že v této době není souhlas udělen. Nenaplnění této povinnosti je přestupkem dle § 117 odst. 1) písm. v) zákona o zdravotních službách a lze za něj uložit pokutu až do výše 200 000 Kč. Soud po oznámení nedobrovolné hospitalizace do 7 dnů (od oznámení nikoliv od počátku hospitalizace) musí rozhodnout, zda byly naplněny zákonné podmínky pro nedobrovolnou hospitalizaci. Postup soudu v řízení upravuje v § 66 a násl. zákon č. 292/2013 o zvláštních řízeních soudních.